# نعناع غايري
نعناع غايري (الاسم العلمي:Mentha gayeri) هو نوع هجين من النباتات يتبع جنس النعناع من الفصيلة الشفوية.